# 华侨大楼

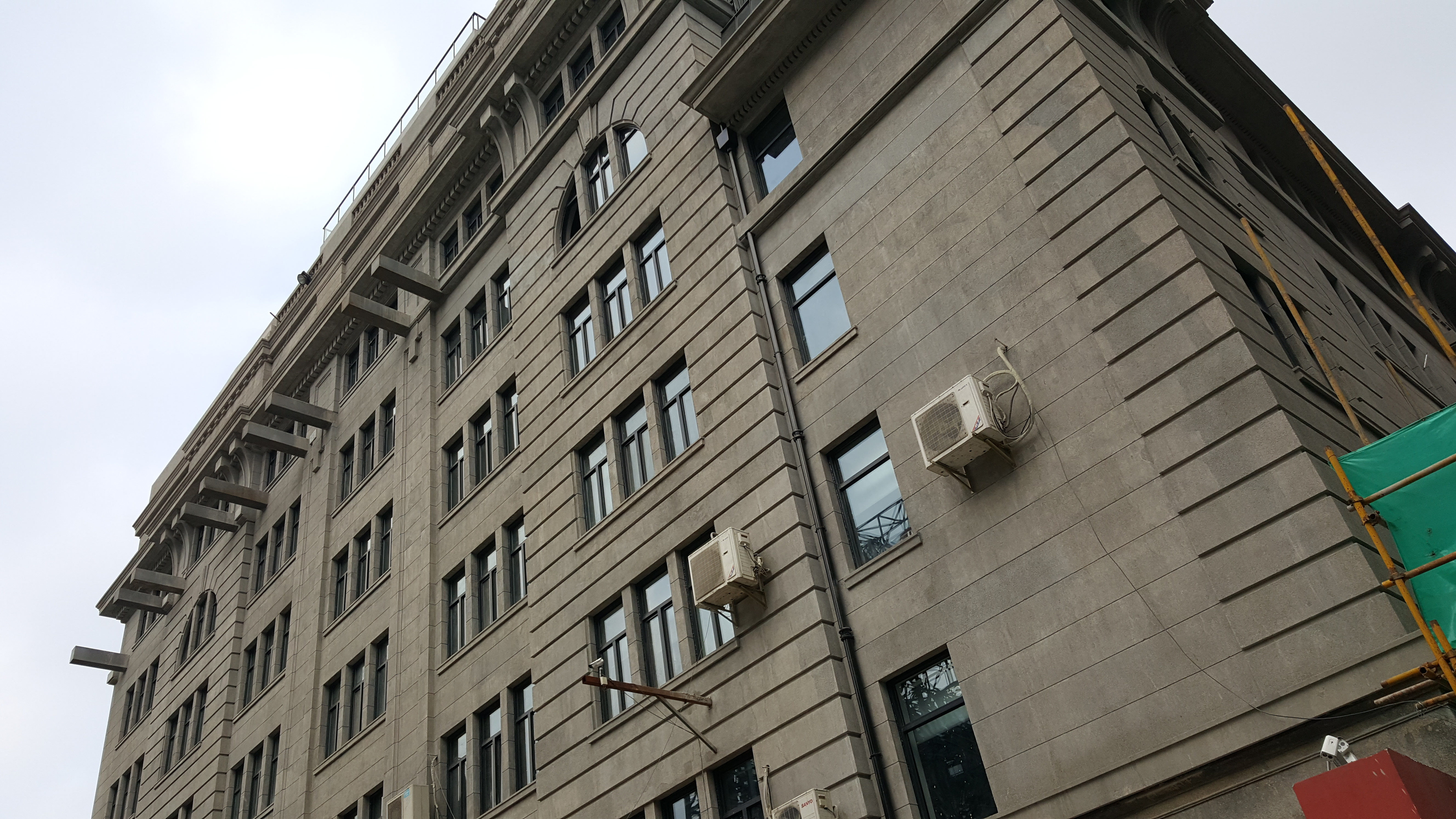

华侨大楼是位於中華人民共和國上海市黃浦區沙市一路24号的一個建築，為十层钢筋混凝土结构，占地775平方米，建筑面积6400余平方米。建築由华侨集资兴建，由英商新瑞和洋行设计，始建于1924年，1926年屋面局部调整。一說建築於1929年由英商上海业广地产公司投资兴建，1930年落成。當時建築底层租给华侨银行，所以得名华侨大楼。建築曾出租给英国陆军医院、福建铁路公司、庐山电力缆车公司上海办事处、先裕银行等使用。该建筑被列入上海市第五批优秀历史建筑。